# Winkte
Winkte (também escrito wíŋtke) é a contração de uma antiga palavra lakota, winyanktehca, que significa '[querer] ser como uma mulher'. Historicamente, o winktes foi considerada uma categoria social de indivíduos designados do sexo masculino no nascimento que adotam as roupas, o trabalho e os maneirismos que a cultura Lakota geralmente considera femininos. Na cultura Lakota contemporânea, winkte é geralmente usado para se referir a um homem homossexual, quer esse homem seja ou não de outra forma não-compatível com o gênero. Eles podem ou não se considerar parte das comunidades gays, LGBT ou pan-indígenas de dois espíritos mais comuns. Historicamente, às vezes a orientação para adotar os aspectos sociais e espirituais desse papel surgiu em uma série de sonhos.
Embora os relatos históricos de seu status variem, a maioria dos relatos tratou do winkte como membros regulares da comunidade, e não de forma alguma marginalizados por seu status. Outras contas detinham o winkte como sagrado, ocupando um papel liminar de terceiro gênero na cultura, e nascido para cumprir papéis cerimoniais que não podiam ser desempenhados por homens ou mulheres. Nas comunidades Lakota contemporâneas, as atitudes em relação ao winkte variam de aceitação a homofobia.

Beatrice Medicine escreve:
Na minha infância, conhecíamos essa categoria social, que era chamada de winkte . A análise linguística desta palavra Lakota é:
win - "mulher"
kte - "ser como"
kte - "matar" (uma forma estrutural mais profunda)
"O uso vernáculo comum era winkte "quer ser como uma mulher".
Nós, quando crianças, fomos instruídos: "Existem esses indivíduos - em todos os casos, homens ( wicasa ). Eles são diferentes. Eles são winkte . Não tire sarro deles. Eles também são Lakota ", disseram nossos pais e avós.